# Jahanara Imam
Pour les articles homonymes, voir Imam (homonymie).
Jahanara Imam (3 mai 1929 - 29 juin 1994) est une écrivaine et militante politique bangladaise. Elle est connue pour ses efforts pour faire traduire en justice les personnes accusées de crimes de guerre dans la guerre de libération du Bangladesh. Elle est surnommée « Shaheed Janani » (Mère des martyrs),.

## Biographie

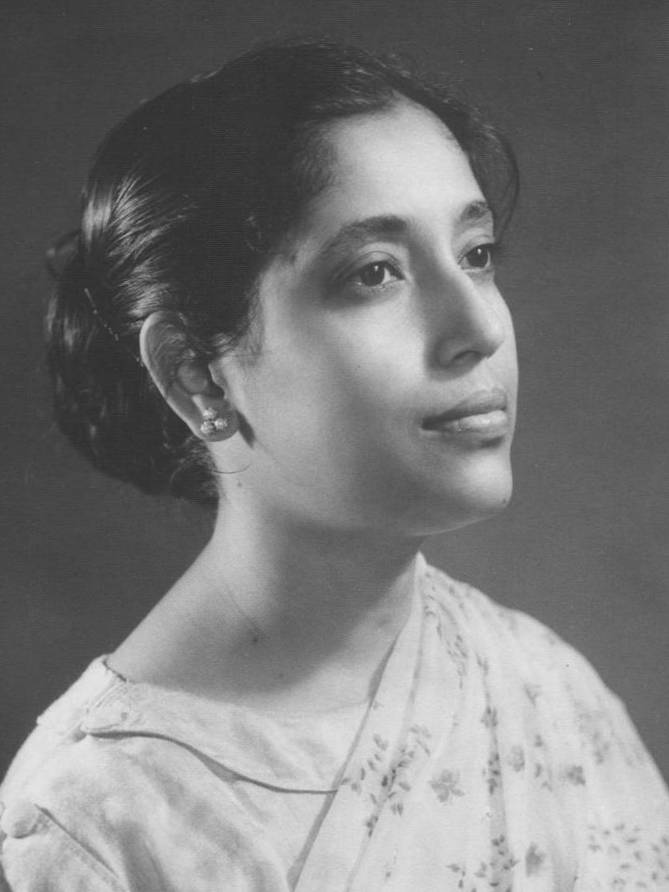
Jahanara Imam en 1957

Jahanara Imam est née le 3 mai 1929 à Murshidabad, dans le Bengale occidental alors dans le Raj britannique. Elle est la fille aînée d'une famille de trois frères et de quatre sœurs. Son père Syed Abdul Ali est un fonctionnaire de la fonction publique du Bengale. Sa mère est Hamida Ali. À cette époque, la pression sociale à l’égard des femmes musulmanes poursuivant leurs études est forte, mais Hamida est déterminée à ce que l’éducation de Jahanara ne soit pas limitée.
Après avoir terminé ses études en 1945 au Carmichael College de Rangpur, Imam se rendit au Lady Brabourne College de l’Université de Calcutta et obtient son baccalauréat en 1947. Elle était étudiante au Lady Brabourne College. Après la partition de l'Inde, elle rejoint sa famille à Mymensingh dans ce qui est devenu le Pakistan oriental et commence à enseigner au Vidyamoyee Govt. Girls High School.
En 1948, elle épouse Shariful Alam Imam Ahmed, un ingénieur civil qu'elle a rencontré à Rangpur pendant ses études au Carmichael College. Ils s'installent à Dhaka et elle rejoint l'école de filles Siddheswari en tant que directrice. Elle joue alors un rôle déterminant dans la transformation de l'école en l'une des meilleures écoles de filles à Dacca.
Au cours de cette période, Imam obtient une maîtrise en langue et littérature bengali et une licence en éducation de l'Université de Dacca en 1962 et 1963. Après cela, elle retourne à l'enseignement à temps plein. De 1966 à 1968, elle enseigne à l’école de formation des enseignants de Dacca. À partir de 1970, elle enseigne également pendant plusieurs années à temps partiel à l’Institut de langues modernes de l’Université de Dacca.
Imam passe une partie importante de sa vie dans l'éducation. Elle se rend aux États-Unis de 1964 à 1965 en tant que boursière Fulbright à l'Université de San Diego, puis à nouveau en 1977 dans le cadre du programme des visiteurs internationaux à l'invitation du gouvernement des États-Unis.

## Guerre de libération de 1971
En 1971, à la suite de la répression exercée par l'armée pakistanaise le 25 mars, la guerre de libération du Bangladesh éclate. Beaucoup rejoignent la lutte de libération, y compris le fils aîné de Jahanara, Shafi Imam Rumi, qui rejoint Mukti Bahini, le mouvement de résistance de la guérilla. Pendant la guerre, elle tient un journal sur ses sentiments concernant la lutte. Ceci devient plus tard l'une des publications les plus importantes sur la guerre de libération. Dedans, elle raconte sa joie à l'idée d'un Bangladesh indépendant et sa peur face à la réponse armée des Pakistanais.
Rumi prend part à de nombreuses actions contre l'armée pakistanaise. Malheureusement, il est arrêté par l'armée pakistanaise et disparaît. Le mari de Jahanara et son fils cadet Jami, ainsi que d'autres membres masculins de la famille, sont aussi interrogés et torturés. Son mari Sharif Imam rentre chez lui brisé, avant de mourir trois jours avant la libération du Bangladesh, le 16 décembre 1971,.

## Comité pour l'éradication des assassins et collaborateurs de 1971
En tant que dirigeant du Bangladesh, le président Ziaur Rahman (1977-1981) promulgue plusieurs mesures controversées, apparemment pour gagner le soutien des partis politiques islamiques et des opposants à la Ligue Awami. En 1978, il révoque l'interdiction du Jamaat-e-Islami, qui collaborait avec l'armée pakistanaise. Ils ont formé les groupes paramilitaires Al-Badr, Al-sham et Rajakar ; et leurs membres sont coupables de crimes de guerre contre des civils,.
Ghulam Azam, le chef exilé du Jamaat-e-Islami, est autorisé à revenir au Bangladesh en juillet 1978. En décembre 1991, Ghulam Azam est élu émir de Jamaat-e-Islami. Par la suite, Jahanara Imam organise le Comité Nirmul Ghatak-Dalal (Comité pour l'élimination des assassins et des collaborateurs de 1971) et en devient son visage public. Le comité appelle au jugement des personnes qui ont commis des crimes contre l'humanité lors de la guerre de libération du Bangladesh en 1971 en collaboration avec les forces pakistanaises. Le Comité Nirmul Ghatak-Dalal organise à Dacca le 26 mars 1992 un simulacre de procès appelé Gono Adalat (en) (tribunal du peuple) et « condamnent » des personnes qu'ils accusent d'être des criminels de guerre. Un imam et d'autres sont accusés de trahison sous le gouvernement du parti nationaliste du Bangladesh. Cette accusation est toutefois abandonnée en 1996 après sa mort par le conseiller en chef du gouvernement intérimaire, Mohammed Habibur Rahman.
En 2013, Ali Ahsan Mohammad Mojaheed (en) est reconnu coupable du meurtre de son fils lors de la guerre de libération du Bangladesh par le Tribunal pénal international.

## Carrière littéraire

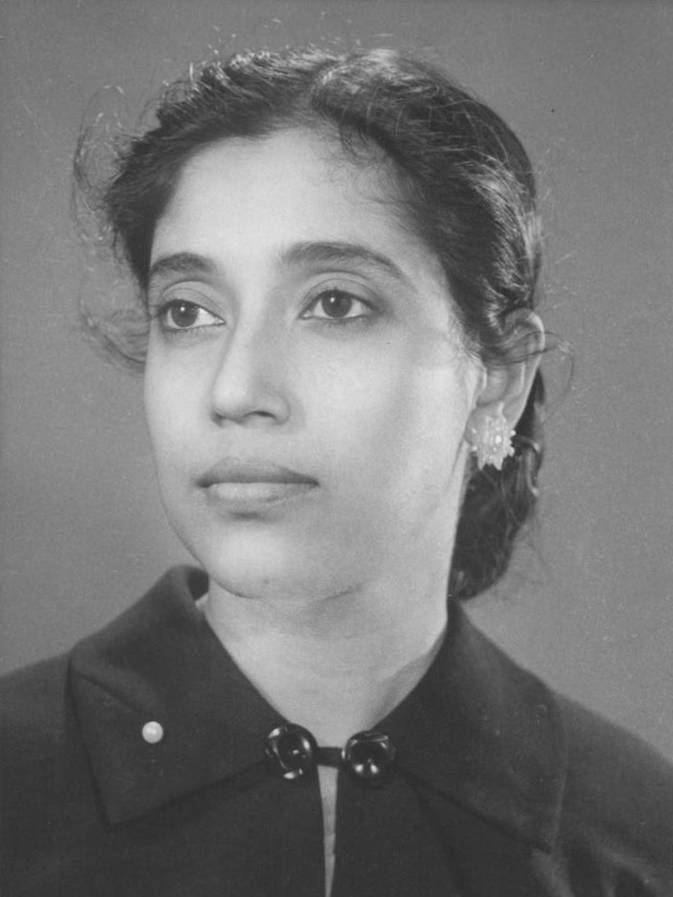
Jahanara Imam en 1960

Après l’indépendance du Bangladesh, Imam commence sa carrière littéraire. Au cours de cette période, elle voyage beaucoup en Europe, aux États-Unis et au Canada. En 1986, elle publie son journal de guerre, Ekatturer Dinguli (L'année 1971). Le journal de Jahanara Imam, à certains égards comparable à celui d'Anne Frank, est un récit très personnel de la tragédie. Son style d'écriture simple touchent de nombreux lecteurs, en particulier les familles qui ont perdu des membres pendant la guerre,.
En 1981, on lui diagnostique un cancer de la bouche. Des opérations lui font perdre l'usage de la parole mais elle continue d'écrire et poursuit son engagement auprès des combattants de la liberté. Elle meurt le 26 juin 1994 au Michigan, aux États-Unis et est enterrée à Dacca.

## Héritage
- L'anniversaire de sa mort est célébré au Bangladesh[18].
- Son ancienne maison située à Konika est devenue un musée, le Shaheed Janani Jahanara Imam Memorial Museum[19]

## Ouvrage
- Anya Jiban (1985) (Autre vie)
- Ekattorer Dingulee (1986) (Les jours de 1971)[6]
- Birshrestha (1985) (Les plus braves)
- Jiban Mrityu (1988) (La vie et la mort)
- Chirayata Sahitya (1989)
- Buker Bhitare Agun (1990) (Le feu dans mon cœur)
- Nataker Abasan (1990) (Fin du drame)
- Dui Meru (1990) (Deux pôles)
- Pin de Nihsabga (1990)
- Nay E Madhur Khela (1990)
- Cancer-er Sange Bosobas (1991) (Vivre avec le cancer)
- Prabaser Dinalipi (1992) (La vie à l'étranger)

Au début de sa carrière, Jahanara Imam a également traduit plusieurs livres de l'anglais en bengali.